# European migration network

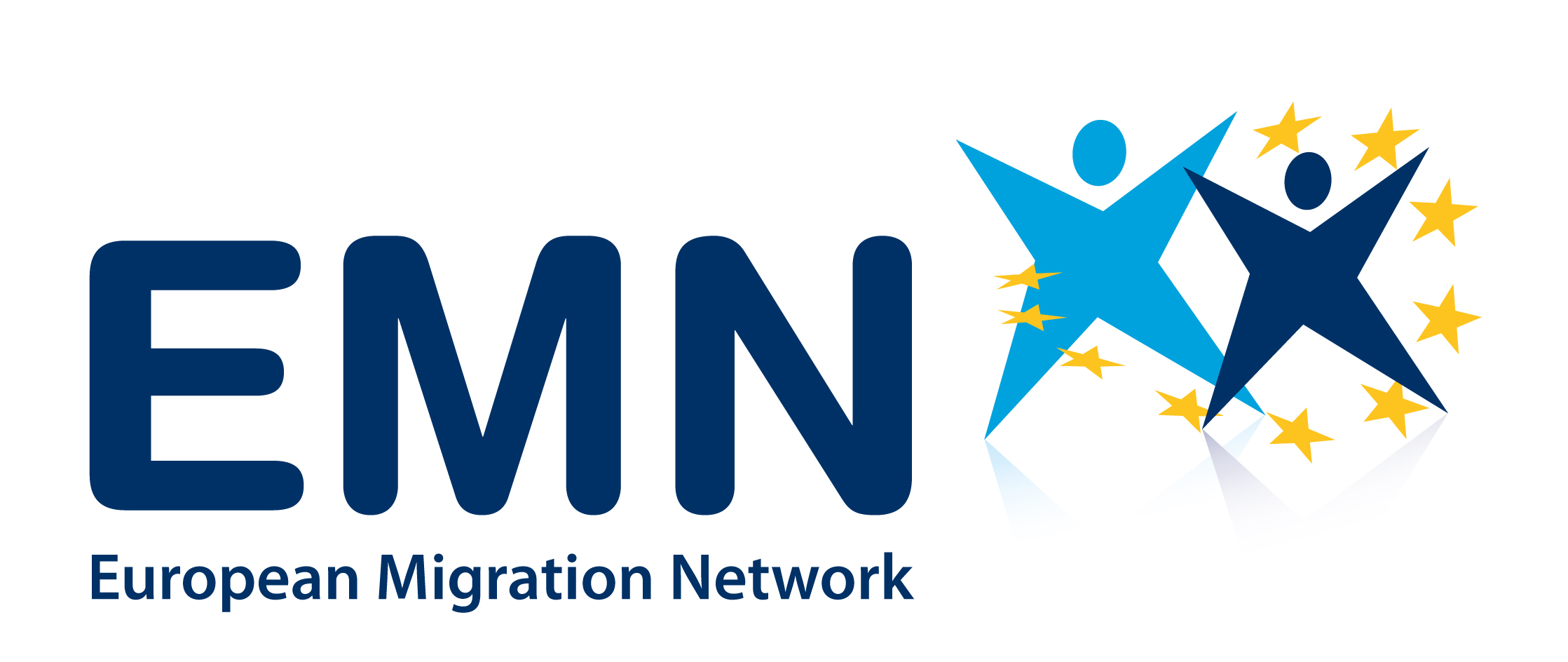

La European Migration Network (EMN) ovvero Rete Europea sulle Migrazioni, è una rete istituita con Decisione del Consiglio dell'Unione Europea n. 381 del 14 maggio 2008 e successivamente modificata, nell'aprile 2014, dal Regolamento EU n.516/2014 del Parlamento Europeo e del Consiglio. L'ENM è sovvenzionata dall'Unione europea allo scopo di fornire informazioni aggiornate, oggettive, affidabili e comparabili in materia di immigrazione e asilo nell'intento di sostenere l'iter decisionale in questi settori alle Istituzioni dell'Unione Europea, alle autorità e alle istituzioni degli Stati membri e dei Paesi extra UE che partecipano al network come osservatori (attualmente la Georgia, la Moldavia e la Norvegia). La rete EMN ha anche la funzione di rendere disponibili queste informazioni ad un pubblico più ampio di soggetti che a vario titolo lavorano nel settore dell'immigrazione.
Attualmente fanno parte della Rete oltre ai Punti di Contatto Nazionali presenti in ogni Paese membro della UE (con la sola eccezione della Danimarca) anche alcuni Paesi extra UE che partecipano come membri osservatori: la Georgia, la Moldavia e la Norvegia.
Inizialmente il Punto di Contatto Nazionale (NCP) per l'Italia era stato identificato nel Centro Studi e Ricerche IDOS successivamente, dal 1 aprile 2014, era subentrato il Consiglio Nazionale delle Ricerche, Dipartimento Scienze Umane e Sociali, Patrimonio Culturale. Dal 2018 il NCP italiano è il Ministero dell’Interno, Dipartimento per le Libertà Civili e l’Immigrazione, Direzione Centrale per le Politiche migratorie, Autorità Fondo Asilo, Migrazione e Integrazione.

## Obiettivi
La necessità per gli Stati Membri di scambiarsi informazioni su tutti gli aspetti inerenti all'immigrazione e contribuire alla costituzione di una politica comune sull'immigrazione e l'asilo fu inizialmente evidenziata dal Consiglio europeo Archiviato il 15 aprile 2010 in Internet Archive. di Laeken nel 2001, e successivamente ribadita dal Consiglio europeo di Salonicco nel 2003, lo stesso anno in cui venne lanciato il progetto pilota dell'EMN. Il Programma Hague rafforzò la necessità di un'analisi comune del fenomeno migratorio, mentre il successivo Programma di Stoccolma introdusse nuovi e più efficaci elementi per la comparazione e lo scambio delle informazioni tra i vari Stati Membri, in merito ai molteplici sviluppi delle politiche sull'immigrazione e l'asilo. È in questo contesto che nel 2008 la rete EMN venne istituita ufficialmente.

## Struttura e organizzazione della Rete
La rete EMN è coordinata dalla Commissione Europea, sotto la responsabilità della Direzione Generale per gli Affari Interni e in collaborazione con i vari Punti di Contatto Nazionali (EMN NCP) istituiti in ciascuno Stato Membro, e con il governo norvegese. Gli EMN NCP possono essere costituiti dai Ministeri dell'Interno e della Giustizia, oltre che da Istituti di Ricerca, organizzazioni non governative e dagli uffici nazionali di un'Organizzazione Internazionale. Ciascun EMN NCP, a sua volta, coordina una rete nazionale di organizzazioni e individui competenti in materia di migrazione e asilo. L'EMN è coordinata da un Comitato Direttivo, presieduto dalla Commissione, e comprendente un rappresentante per ciascuno dei 26 Stati Membri che hanno adottato la Decisione del Consiglio n. 381 del 14 maggio 2008, oltre a osservatori della Danimarca, del Parlamento europeo e della Norvegia.

## Rapporti, studi e altre pubblicazioni
Ogni anno la rete EMN pubblica un Rapporto annuale sulle politiche e un Dossier statistico sull'immigrazione, oltre che Studi su temi rilevanti in materia di politiche migratorie e asilo. I Rapporti e gli Studi si basano su informazioni raccolte e gestite dai membri della rete nei vari Stati membri, piuttosto che su ricerche di base, che vengono poi sintetizzate per fornire una prospettiva comparativa a livello comunitario. L'EMN dispone anche di un sistema di Ad hoc queries di cui si avvalgono i suoi membri, e ha sviluppato un proprio Glossario sull'asilo e l'immigrazione, allo scopo di farlo incorporare nella la banca dati terminologica per le istituzioni dell'Unione Europea, l'Inter-active Terminology for Europe(IATE).
Sin dal 2009, l'EMN ha riportato i progressi negli impegni inclusi nel Metodo di Monitoraggio per il controllo dell'attuazione del Patto Europeo sull'Immigrazione e l'Asilo. Il lavoro dell'EMN è stato inoltre riportato dal Piano d'Azione UE per i minori non accompagnati, adottato nel maggio 2010, che ha utilizzato le informazioni contenute nel Rapporto EMN: Minori non accompagnati: aspetti quantitativi e politiche in materia di accoglienza, rimpatrio e integrazione completato nel 2009.
Nel 2021 è stato pubblicato il Glossario EMN sull'Asilo e la Migrazione documento di riferimento per tutti coloro che operano nel settore dell’asilo e delle migrazioni finalizzato a garantire la comparabilità e la comprensione comune dei termini e dei concetti per i decisori politici, i legislatori, i professionisti, i media e le persone interessate al tema della migrazione. Questo strumento offre un vocabolario multidisciplinare a livello europeo di circa 500 definizioni e concetti, con termini tradotti in diverse lingue, sviluppato da un gruppo di lavoro dedicato che collabora con la Commissione europea, EASO, FRA, FRONTEX e organizzazioni internazionali, come UNHCR e OIM.
L'EMN opera a stretto contatto con altre istituzioni competenti, a livello comunitario e non, specialmente in relazione agli studi specifici e ai temi di politica migratoria. Tra queste, l'Eurostat e la Direzione Generale per la Ricerca (Commissione europea), l'Agenzia per i Diritti Fondamentali Archiviato il 12 luglio 2012 in Internet Archive., Eurocities, il Centro per le Politiche europee e, dopo essere diventato pienamente operativo nel 2011, l'Ufficio Europeo di Sostegno per l'Asilo (EASO).